# Gaudentius van Novara

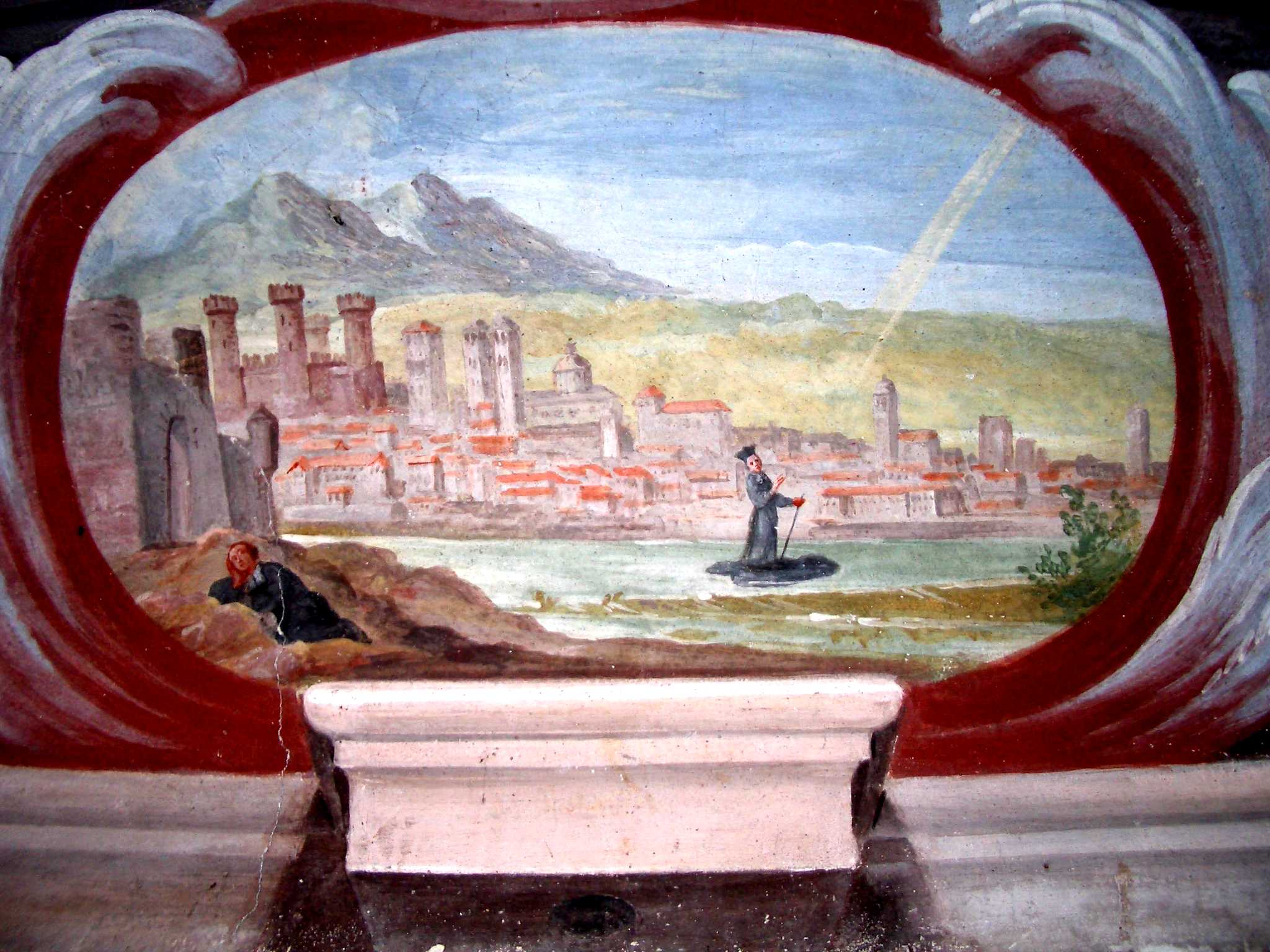
Gaudentius van Novara, op een fresco in de aan hem gewijde kerk in Ivrea

Gaudentius van Novara (Ivrea, 327 - Novara, 22 januari 418) is een heilige van de Rooms-Katholieke Kerk. Hij is de patroonheilige van de stad Novara. Hij was de eerste bisschop van Novara en een vriend van de heilige Ambrosius van Milaan.
Hij kwam uit een gezin dat behoorde tot de eerste christenen in Piëmont. Zij waren volgens de overlevering bekeerd door Eusebius van Vercelli. Hij werd door Amborisus opvolger als bisschop van Milaan, Simplicianus, gewijd tot bisschop van Novara. Hij leidde tal van priesters op.
Het wonder dat aan hem wordt toegeschreven is dat zijn hoofd, na zijn overlijden, nog bleef doorpraten; zijn leerlingen maakten aantekeningen van hetgeen hij nog na zijn overlijden zei.
Zijn feestdag is op 22 januari.

## Bron
- (it) San Gaudenzio - Vescovo

- Gemeinsame Normdatei: 103544335X
- Library of Congress Control Number: n2015021977
- Virtual International Authority File: 301548017